# 西村直
西村 直（にしむら なおし、1888年11月10日 - 1982年2月25日）は、日本の実業家。化学磁器・工業用セラミックスメーカーの西村工業（現 ニッカトー）の創業者である。

## 来歴
1888年（明治21年）11月10日、実業家の西村勝三の五男として東京に生まれる。慶應義塾普通部卒業後、東京高等工業学校応用化学科に進学。校長の手島精一は、勝三とは旧知の間柄であったが、直の進学を見届けるように1907年に死去した。東京高等工業学校では、直は染料化学に強い関心を持つ。1909年に卒業。その頃には品川白煉瓦は業績不振の時期にあり、日本皮革も合併後の主導権争いのさなかにあった。直は、父の事業を世襲として継ぐより自らが関心を持つ染料化学を生かした事業を望み、東京瓦斯に入社した。当時の都市ガスは石炭を乾留して製造しており、染料の基礎原料であるコールタールを副生していたのである。ところが、当時の日本では染料の分野の実験設備は十分ではなく、研究心を満足させるものではなかった。直はドイツへの留学を決意する。
その頃、西村家の縁で品川白煉瓦大阪工場に勤めていた梅田音五郎、同じく日本皮革大阪支店で勤務していた野口弥太雄は国産化学磁器の研究に打ち込んでいた。西村家の関連事業の一環として化学磁器の事業が承認され、1913年（大正2年）6月に現在の大阪市浪速区芦原に匿名組合西村化学陶業試験場を設立。これと並行して直は渡欧準備を進め、ドレスデン高等工業学校に進学し、染料の研究に打ち込んだ。当時のドイツは染料化学の本場で、その優れた研究環境に直は圧倒されると同時に、日本に戻ってからの研究に絶望感すら覚えた。やがて、関心の対象は鉄合金に移ってゆく。
留学の翌年第一次世界大戦が勃発し、急遽帰国の途に就いた。母校の加藤与五郎教授の勧めにより鉄合金の事業を始め、埼玉県川越に工場を開設。大量の電力を求めて同年中に福島県の猪苗代湖畔に新工場を建設したが、1921年に撤退した。その後共同経営者であった東京高等工業学校の1年後輩の佐野隆一は独力で事業を続け、東北東ソー化学の前身である鉄興社を興している。1921年5月には、手を広げた事業を整理し、西村化学陶業試験場の化学磁器事業と、木材防腐油の製油事業を行う西村工業株式会社を設立した。西村化学陶業試験場当時からの芦原の大阪工場に加え、1938年には大阪府堺市遠里小野町に堺工場を新設した。第二次世界大戦の戦火で、1945年3月13日に大阪工場、同7月10日には堺工場も焼失した。大阪工場は都市部に位置し、借地であったため再開されることはなかった。堺工場の再開にあたり、作れば作ったそばから売れていくどんぶりなどの食器類を主とするか、産業用化学磁器にするかの選択に迫られた。直は、化学磁器専門メーカーとしての自負と、将来的な企業イメージから、化学磁器工場として再出発することに決め、1946年3月より堺工場の生産を再開した。
1946年12月、戦時中の在郷軍人分会長としての責めを受け、占領軍の公職追放処分に遭った。1950年1月16日には処分が解け社長職に復帰している。この間に、直の意を受けた役員により、社名を西村工業から日本化学陶業に変更した。
1960年より、堺市内に新たに開設される東山工場の建設準備に入る。直は自らが育ててきた企業が一人立ちするまで成長したことを感じ、後継者への引継ぎを考え始めた。1964年11月、藍綬褒章受賞と相前後して直は会長職に退き、専務であった塚田篤に社長の座を譲った。塚田は、直が公職追放でポストを外れていた時期に会社再建に尽力した人物であった。1968年11月には傘寿を機に会長職も退き、相談役に就いた。
1982年2月25日、死去。享年95。

## 受章
1964年（昭和39年）に藍綬褒章、1967年（昭和42年）には勲四等旭日小綬章を受章した。

## 親族
父・勝三は日本皮革や品川白煉瓦を興した実業家であった。叔父（勝三の兄）の茂樹は道徳教育を推進した思想家で、修身学社（現 日本弘道会）、明六社を創設。貴族院議員を務めた。